# Winnie de Poeh

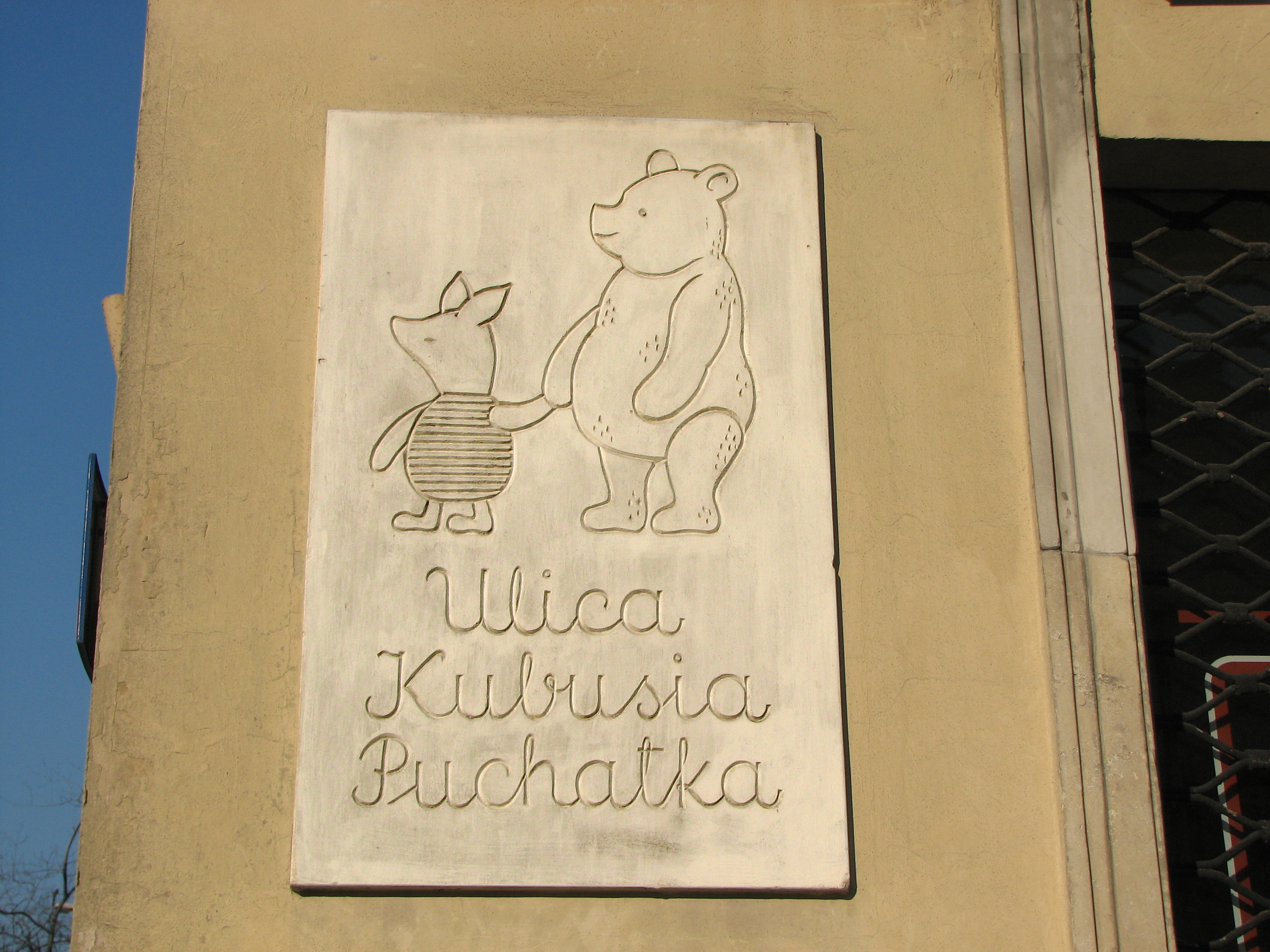
Poeh en Knorretje op het straatnaambord van de Winnie de Poehstraat in Warschau

Winnie de Poeh (Engels: Winnie-the-Pooh) is een personage uit een verhalenreeks van A.A. Milne. Zijn naam is eigenlijk Beer Edward, maar hij wordt zelden zo genoemd. Poeh-beer, zoals hij ook wel wordt genoemd, is dol op honing en heeft naar eigen zeggen maar een heel klein beetje verstand.
Winnie de Poeh is eigenlijk de knuffelbeer van Christopher, maar kan in de verhalen praten, net als de andere speeldieren en woont in het Honderd Bunderbos, geënt op een echt bosje in de buurt van het huis van de schrijver. Poeh, Christopher en Knorretje beleven in de verhalen van Milne eenvoudige avonturen die bijvoorbeeld als motief hebben dat Poeh van honing houdt, of dat er een nieuw dier in het bos is komen wonen, of dat de dieren op ontdekkingstocht gaan. Winnie de Poeh heeft veel vrienden: Janneman Robinson, Knorretje, Teigetje, Kanga, Roe, Iejoor, Konijn en Uil.
De verhalen over Winnie de Poeh zijn geschreven door de Engelse schrijver A.A. Milne voor zijn zoon Christopher Robin Milne.
Het eerste boek over Winnie verscheen op 14 oktober 1926 met als titel Winnie-the-Pooh die op 1 januari 2022 in de Verenigde Staten van Amerika in het publiek domein belandde. Een tweede boek verscheen in 1928 onder de titel The House at Pooh Corner (Het huis in het Poeh-hoekje). Mede door de tekeningen van Ernest Shepard zijn de verhalen onsterfelijk geworden. De eerste Nederlandse vertaling/bewerking was van de hand van Nienke van Hichtum en verscheen in 1929. Christopher Robin heet hier Janneman Robinson. In de Sovjet-Unie werd Winnie de Poeh geïmiteerd door de Sojoezmoeltfilmstudio. De boeken over Poeh worden ook door volwassenen gewaardeerd door de filosofische toon van de avonturen. Via de avonturen van Poeh leren kinderen naar de wereld van alledag kijken.

## Disney
Walt Disney kocht in 1961 de verfilmings- en overige rechten en heeft van Winnie de Poeh een van de pijlers van zijn concern gemaakt. De verhalen van Disney waren aanvankelijk geënt op die van Milne, maar hebben daar tegenwoordig nog maar weinig meer mee te maken. In de originele versie van The Many Adventures of Winnie the Pooh werd Winnie de Poeh ingesproken door Sterling Holloway, later nam Jim Cummings deze stem over. De eerste Nederlandse stem van Winnie de Poeh werd ingesproken door Harrie Geelen. In de Nederlandse bewerkingen van Disney-afleveringen werd de stem van Winnie de Poeh tussen 1990 en 2009 ingesproken door wijlen Kick Stokhuyzen. Job Schuring volgde hem op en is sindsdien de Nederlandse stem van Winnie de Poeh. Er is een grote discrepantie tussen de oorspronkelijke verhalen en de bewerkingen in Disney-stijl.
De originele tekeningen van Ernest Shepard zijn in de Disney-versies niet gebruikt. De tekeningen van Shepard waren in zwart-wit (behalve de kafttekeningen) en veel schetsmatiger van opzet. Disney maakte Winnie de Poeh wat wolliger, dikker en met grotere ogen. Sinds kort gebruikt Disney de "oude" tekeningen wel voor o.a. babyspullen.

## Televisieseries van Winnie de Poeh
- Winnie de Poeh: Een tekenfilmserie van Winnie de Poeh.
- Welcome to Pooh Corner: Een tekenfilmserie waarin Poeh wordt ingesproken door Hal Smith.
- De nieuwe avonturen van Winnie de Poeh: Een tekenfilmserie van Winnie de Poeh.
- Het Boek van Poeh: Dit is de enige van de series van Winnie de Poeh waarbij gebruik wordt gemaakt van poppen. In deze serie zijn verhaaltjes te zien die in het boek van Janneman Robinson staan. De opening van een aflevering bevat een liveactionfragment waarin Janneman door zijn moeder geroepen wordt om naar school te gaan, waarop hij zijn boek neerlegt en de aflevering begint. Van deze serie werden een aantal afleveringen samen gehermonteerd tot speelfilmlengte onder de titel Het Boek van Poeh-Verhalen uit het hart.
- Mijn vriendjes Teigetje en Poeh: Een animatieserie over Winnie de Poeh, doch in een andere soort (computergestuurde) animatie dan tekenfilms. Hiervoor werden nieuwe personages toegevoegd aan de serie. Hierin zijn Poeh, Teigetje en de nieuwe personages Tessa en Buster 'De speurneuzen', een team dat andere bewoners, o.a. Lollie de Lollifant, helpt.

## Personages
De hoofdpersonages van de verhalen van Winnie de Poeh hebben meestal een bepaald soort karakter. Winnie de Poeh is bijvoorbeeld gulzig en Iejoor somber. Teigetje is meestal vrolijk.

### Personages ingevoerd in het officiële boek
- Winnie de Poeh: een beer die onbevangen in het leven staat

Is dol op honing
Huis: in een boom
- Iejoor (Eeyore): een ezel die het niet getroffen heeft in het leven

Karakter: somber en klagerig
Huis: losse takken die tegen elkaar rusten
- Knorretje (Piglet): een biggetje, Poeh's beste vriend. Wat angstig aangelegd omdat hij zo klein is

Karakter: angstig, maar ook heel dapper als het moet
Huis: midden in een uitgeholde boom, midden in het bos
- Teigetje (Tigger): een tijger. Erg druk en aanwezig, maar iedereen houdt van hem

Karakter: onbezonnen en hyperactief
Huis: woont in een zelfgemaakte boomhut
- Konijn (Rabbit): een konijn dat zichzelf Heel Belangrijk vindt en het altijd druk heeft. Heeft echter wel een zachte kant die naar boven komt als zijn vrienden hem nodig hebben.

Karakter: bazig, onaangenaam
Huis: een hol onder de grond met een voor- en een achterdeur
- Uil (Owl): een uil, 'verstandig' op zijn manier, maar slaat vaak de plank mis

Karakter: goeiig, maar soms irritant
Huis: een boomhut
- Roe (Roo): over-enthousiaste baby-kangoeroe

Karakter: enthousiast, gezellig, maar je moet hem enorm in de gaten houden
Huis: woont bij zijn moeder Kanga
- Kanga (Kanga): de lieve, bezorgde moederkangoeroe

Karakter: lief, zorgzaam
Huis: een keurig huis in het bos
- Janneman Robinson: jongen, vriend van Poeh. In verschillende vertalingen heeft hij een andere naam.

Gebaseerd op Christopher Robin Milne, de zoon van auteur A.A. Milne
Karakter: aardig, hulpvaardig, redt iedereen uit de brand
Huis: in een boom

### Hoofdpersonages ingevoerd in de Disney-tekenfilms en tekenfilmseries van Winnie de Poeh
- Graver: een knaagdier dat ondergronds leeft

Karakter: werkend
Huis: zijn ondergrondse gangen
- Kessie: een vogeltje

Karakter: zacht
- Lollie: een jonge Lollifant
- Lollies moeder: de moeder van Lollie

### Hoofdpersonages ingevoerd inMijn vriendjes Teigetje en Poeh
- Tessa: een meisje dat samen met haar hondje Buster, Teigetje en Poeh bij de speurneuzen hoort. Vermoedelijk een zusje van Christopher.
- Buster: het hondje van Tessa.

Er kwamen nog meer personages bij waarvan een aantal in het boek voorkwam.

## Boeken
- Winnie-the-Pooh (1926)
- The House at Pooh corner (1928)
- When we were very Young (1924, kinderpoëzie)
- Now we are six (1927, kinderpoëzie)
- Return to the Hundred Acre Wood (2009), geschreven door David Benedictus en getekend door Mark Burgess

## Films
- Het Grote Verhaal van Winnie de Poeh (1977)
- Winnie de poeh Winterwarmte (1988)
- De Meest verre Tocht van Winnie de Poeh (1997)
- Spookpret & Zeg nog eens Boe! (2000)
- Teigetjes Film (2000)
- Knorretjes Grote Film (2003)
- Een vrolijk voorjaar met Roe (2004)
- Poeh's Lollifanten film (2005)
- Poeh's Lollifanten Halloween (2005)
- Teigetje en Poeh Super Speurneuzen Kerstmysterie (2007)
- Winnie de Poeh (2011)
- Janneman Robinson & Poeh (2018)
- Een Gelukkig Poeh-jaar (2021)
- Winnie-the-Pooh: Blood and Honey (2023)
- Winnie-the-Pooh: Blood and Honey 2 (2024)

## Invloed
Er verschenen enkele boeken over Winnie de Poeh en management, zoals Winnie-de-Poeh en Management (1995) van Roger E. Allen en Winnie-de-Poeh en het oplossen van Problemen (1998) door Roger Allen en Stephen D. Allen. En van de hand van John Tylerman Williams verschenen Poeh en de filosofen, Poeh en de esoterische wijsheid en Poeh en de psychologen.

## Bekende uitspraken van Winnie de Poeh
1. Knorretje: "Hoe spel je 'liefde'?" Winnie de Poeh: "Je kunt het niet spellen, alleen voelen!"
2. "Je bent moediger dan je gelooft. Sterker dan je eruitziet en slimmer dan je denkt."
3. "De dingen die mij anders maken zijn de dingen die mij maken tot wie ik ben."
4. "Onkruiden zijn ook bloemen wanneer je ze beter leert kennen."
5. "Ik denk dat we dromen zodat we niet zo lang zonder elkaar hoeven te zijn. Als we over elkaar dromen kunnen we altijd bij elkaar zijn."
6. "Je kunt niet in een hoekje in het bos blijven wachten voor anderen om naar jou te komen. Soms moet je ook naar hen toe gaan."
7. "Een beetje aandacht voor anderen maakt een groot verschil."
8. "Een dag met jou is mijn favoriete dag. Dus vandaag is mijn nieuwe favoriete dag!"
9. "Niemand kan verdrietig zijn wanneer je een ballon hebt."
10. "Ik voel me enorm gelukkig dat ik iets heb wat gedag zeggen zo moeilijk maakt."[1]

## Trivia
- Winnie (Winnipeg), een vrouwelijke beer, die in de zoo van Londen leefde van 1914 tot 12 mei 1934 was de inspiratiebron voor de naam van het karakter. De zoon van Milne was verzot op de beer en zijn vader besloot er verhalen over te schrijven.[2]
- In de Volksrepubliek China worden op sociale media berichten over Winnie de Poeh en afbeeldingen van het beertje gecensureerd. Xi wordt al jaren vergeleken met Winnie de Poeh, wat het gezag van de president zou ondermijnen.[3]